# Georg Kaibel
Georg Kaibel (né à Lübeck le 30 octobre 1849 – mort le 12 octobre 1901 à Göttingen) est un philologue classique allemand et helléniste. C'est une autorité de son époque dans les études grecques, notamment dans le registre de l'épigraphie grecque et des épigrammes, où il est considéré comme posant les bases des études du XXe siècle dans ce domaine.

## Biographie

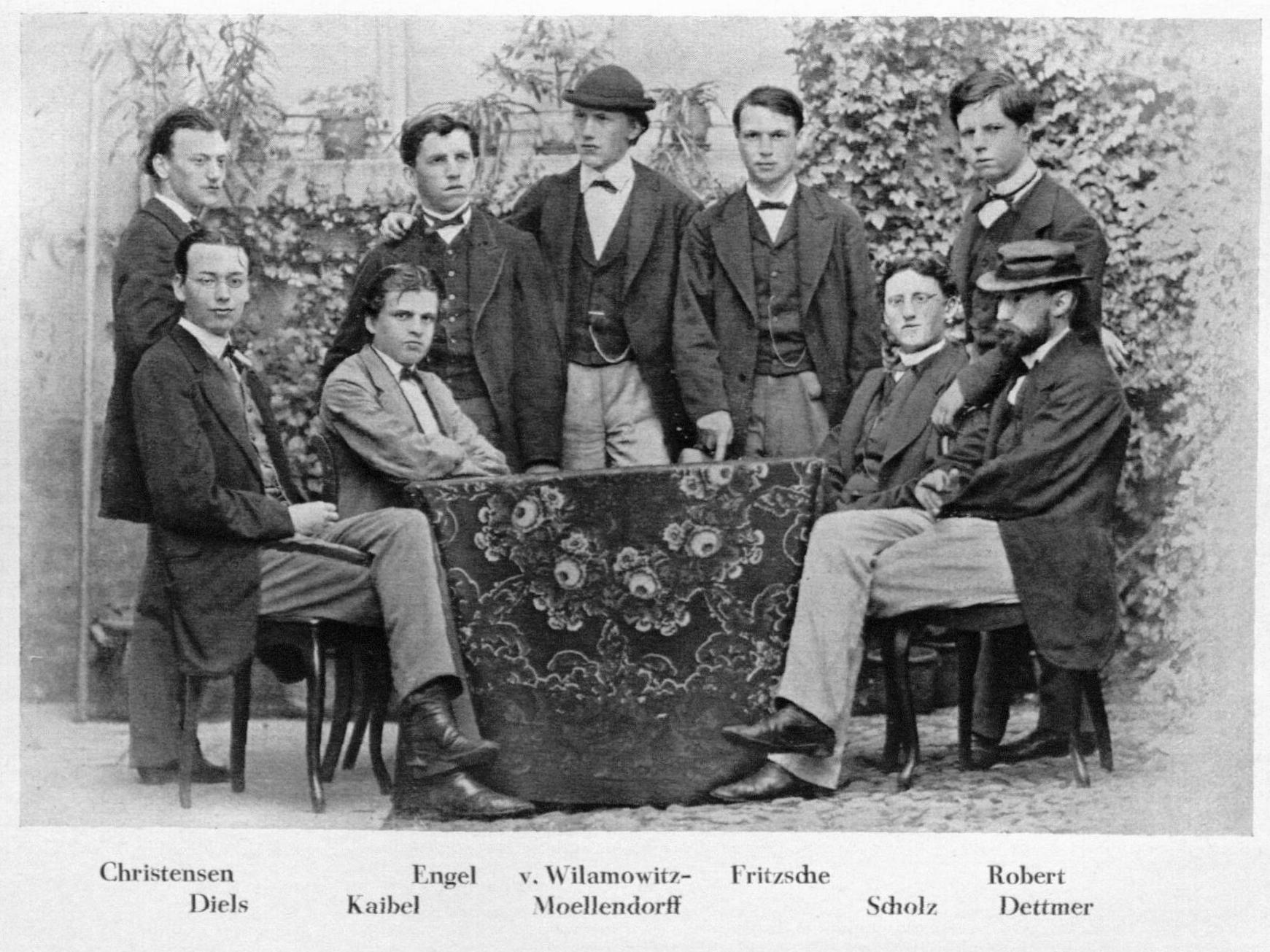
Kaibel assis le deuxième à gauche et Wilamowitz-Möllendorff debout au milieu, à l'université de Bonn en 1869.

Le jeune Kaibel poursuit ses études au lycée Sainte-Catherine de Lübeck.
Il étudie les lettres classiques à l'université de Göttingen (en 1868-1869) et à l'université de Bonn (de 1869 à 1872). Il est dans cette dernière l'élève d'Usener et de Bücheler. Il se passionne tôt pour l'épigraphie. Sa thèse de doctorat pour laquelle il reçoit sa promotion en 1871 est intitulée De monumentorum aliquot Graecorum carminibus. Il travaille comme boursier en 1872–1874 à l'Institut archéologique allemand de Rome, où il collabore étroitement avec le célèbre Mommsen  et Wilamowitz-Möllendorff, autre future sommité. C'est avec ce dernier qu'il voyage en Grèce en 1873. Ensuite Kaibel enseigne au lycée d'Elberfeld et au lycée ascanien (de) de Berlin.
Après son habilitation en 1878, il devient professeur associé de philologie classique en 1879 à l'université de Breslau (il épouse en 1880 Adelheid Schadow *1858; † après 1935), puis enseigne à Rostock (1882), Greifswald (1883), succédant à Wilamowitz-Möllendorff, et Strasbourg (1886). Il retourne en 1897 à Göttingen, où il est élu membre effectif de l'Académie des sciences. Il devient membre ordinaire de l'Institut archéologique allemand en 1899.
Kaibel a publié plusieurs éditions des œuvres de l'époque de la seconde sophistique, et des éditions faisant hautement référence, comme celles de Sophocle: Électre et Antigone. Il contribue aussi à la revue Hermes (qu'il dirige de 1882 à 1901), et fait paraître plusieurs articles sur le théâtre grec dans les quatre premiers volumes de la Realencyclopädie der Classischen Altertumswissenschaft de Georg Wissowa (1894–1901). Sa traduction et son édition des Deipnosophistes (1887-1890) fait toujours référence aujourd'hui.
Il meurt d'un cancer de l'estomac en 1901.

## Quelques publications
- Epigrammata Graeca ex lapidibus conlecta, (1878)
- Supplementum epigrammatum Graecorum ex lapidibus conlectorum, (1879)
- Dionysios von Halikarnassos, (1885)
- Deipnosophistai d'Athénée de Naucratis (in Bibliotheca Teubneriana, 1887–1890)
- Poetarum Comicorum Graecorum Fragmenta (1890)
- Inscriptiones Italiae et Siciliae (IG XIV, 1890)
- Athenaiôn Politeia d'Aristote   (Volume I & II 1891, Volume III 1898), avec Ulrich von Wilamowitz-Moellendorff
- Protreptikos de Claude Galien, (1894)
- Électre de Sophocle, (1896)
- Antigone de Sophocle, (1897)
- Phrynichos, (1899)
- Cassius Longinus, (1899)